# Nærheden
Nærheden er en bydel på 65 hektar i Hedehusene i Høje-Taastrup Kommune. Nærheden ligger syd for Hedehusene Station. Når bydelen er fuldt udbygget vil der være 3000 boliger og Nærheden vil være hjem for 8000 beboere. Når Nærheden er færdigbygget har byen egen skole, egen daginstitution, supermarked, fritids – og sportsfaciliteter. Nærheden forventes at være helt færdig i 2028.
I forbindelse med Nærheden ligger Sejlbjerg Mose, Hedehusene Kulturpark, Hedehusene Idrætspark og Hedeland.

## Historie
Nærheden ligger på et tidligere industriområde, hvor A/S Hedehus-Teglværket lå. Teglværket blev stiftet i 1896 og nedlagt i 1980. A/S Hedehus-Teglværket var den største industriarbejdsplads i Høje-Taastrup Kommune fra slutningen af Første Verdenskrig til 1971. Der blev også produceret spændbeton, først i regi af teglværket, siden med stiftelse af A/S Dansk Spændbeton, som i 1991 ændrede navn til Spæncom. Produktionen ophørte i 2008 og produktionsanlæggene blev nedrevet i 2009. Med undtagelse af en stor hal og en kontorbygning er alle bygninger og anlæg nu fjernet.
Høje-Taastrup Kommune og Realdania By etablerede i 2013 et partnerskab, NærHeden P/S, med henblik på byudvikling af området. Inden Nærheden fik sit nuværende navn var arbejdstitlen for byudviklingsprojektet ”Vision Gammelsø”.
Høje-Taastrup Kommune og Realdania By ønskede at skabe et forbillede for fremtidens forstad. Nærheden skulle være et sted med gode opholdsarealer, en familievenlig by med stier, natur og gode parkeringsforhold. Området skulle fremstå som et varieret boligområde med bymæssig karakter med grønne og varierede fællesarealer. 
28. januar 2017 blev Springcenter Nærheden indviet. Springcenteret var den første færdige bygning i Nærheden.
I april 2017 blev der taget første spadestik til de første boliger i Nærheden.
I 2018 flyttede de første beboere ind i Nærheden.
30. august 2019 blev der taget første spadestik til Nærhedens skole.
27. marts 2020 åbnede broen over jernbanen, som forbinder Nærheden med Hedehusene.
25. september 2020 åbnede et supermarked på 1750 kvadratmeter i Nærheden.
I oktober 2020 åbnede Nærhedens naturlegeplads. Legepladsen er næsten 200 meter lang og med sine krummede træstammer inspireret af de nærliggende naturområder Sejlbjerg Mose og Hedeland.
I februar 2021 flyttede beboer nummer 1000 ind i Nærheden.

## Broen
19. marts 2019 blev der taget første spadestik til en bro over jernbanen, som forbinder Nærheden med resten af Hedehusene. Broen er tosporet og derudover er der cykelsti og fortov på broen. Broen er en skråstagsbro med en pylon på 33 meter. Broen er 42 meter lang og 17,5 meter bred. 27. marts 2020 åbnede broen. Indvielsen af broen og et planlagt broløb blev aflyst på grund af Corona-epidemien.

## Byhaven
I Byhaven kan man låne store og små havelodder for én sæson ad gangen, hvor der kan dyrkes grøntsager. Byhaven er et rekreativt område med blandt andet udekøkken med vand, grill, bålsted og toilet.

## Loopet
Loopet er et grønt parkstrøg med cykel – og gangsti. Loopet går gennem hele Nærheden og forbinder Nærheden med Hedehusene. I Loopet er der en å og små søer, der opsamler regnvand. Langs med Loopet er der rekreative områder med forskellige aktivitetszoner med blandt andet legepladser. Loopet forbinder de forskellige kvarterer i Nærheden med hinanden. Læringshuset Nærheden ligger i Loopet. Parkstrøget Loopet er tænkt, som en sikker skolevej, hvor børn trygt kan færdes til og fra skole.  

## Kvarterhuse
Der vil blive opført op til fire kvarterhuse i Nærheden. Kvarterhusene skal skabe rammer for nye fællesskaber for beboerne. Kvarterhusene vil blandt andet indeholde festlokaler, rum til kulturelle arrangementer, fælleskøkkener og gæsteværelser.
Byggeriet af det første kvarterhus startede i marts 2021. Det første kvarterhus vil blive opført i træ og vil komme til at ligne et ”vikingehus”

## By-kvarterne
I Nærheden er der fire by-kvarterer: Havekvarteret, Teglværkskvarteret, Stationskvarteret og Søkvarteret. Hvert kvarter repræsenterer forskellige boligtyper. Alle kvarterne er bundet sammen af stisystemer og grønne områder.
- Havekvarteret er Nærhedens mest åbne kvarter med sine lave bygninger, hvilket resulterer i et roligt og luftigt område. Havekvarteret er Nærhedens første etablerede kvarter.

- Teglværkskvarteret er karakteriseret ved, at kvarterets bygninger fremstår forskelligartede og blandede. Byggerierne i Teglværkskvarteret er opført mellem 2019-2021.

- Stationskvarterets ejendomme adskiller sig ved at fremstå højere og tættere placeret. I Stationskvarteret har man blandet bolig og erhverv, da man her vil opføre kontorbygninger. Etableringen af Stationskvarteret startede i 2019.

- Søkvarteret ligger i den østlige del af Nærheden. Søkvarteret er navngivet efter Nærhedens mange søer. I Søkvarteret er bebyggelsen karakteriseret af, at man har integrere landskabet og boligerne. Søkvarteret vil i fremtiden markere fuldførelsen af Nærheden. Byggeriet i den østlige del begyndte i 2019 og slutter i 2023. Den sydlige del af Søkvarteret etableres mellem 2021-2025, mens den nordlige del af Nærheden begynder sin etablering i 2026.[16]

## Læringshuset Nærheden
Læringshuset Nærheden er en nybygget skole, der åbner i 2021. Skolen er på 15.500 kvadratmeter og har 5 spor. Læringshuset Nærheden rummer 0.-9. klassetrin og har fokus på innovation og science.
Læringshuset er et udviklingssamarbejde mellem Høje-Taastrup kommune og LEGO Education. Målet er at skabe en skole, hvor de fysiske og indholdsmæssige rammer skal være med til at ruste skolens elever til fremtidens samfund, f.eks med åbne klasseværelser. Gennem udvikling af Læringshuset Nærheden har der været fokus på, at færdigheder indenfor kreativ problemhåndtering og IT bliver en fast del af skoleelevernes hverdag.
Læringshuset Nærheden har egen idrætshal, men vil også benytte Hedehushallen og Hedehusene Idrætspark i idrætsundervisningen. Svømmeundervisningen vil foregå i svømmehallen i Fløng.
I forbindelse med skolen bygges der en daginstitution med børnehave og vuggestue.

## Springcenter Nærheden
Springcenter Nærheden åbnede i 2017. Springcenteret var den første færdige bygning i Nærheden. Springcenteret består af en springhal og to rytmesale, der både kan bruges samlet eller hver for sig. Der er en stor forældrelounge, klublokaler, mødelokaler og diverse omklædningsfaciliteter i springcenteret. På siden af springcenteret er der en 16 meter høj klatrevæg. På toppen af klatrevæggen er der en udsigtplatform. Der er offentlig adgang til udsigtstårnet i Springcenter Nærhedens åbningstid.